# Kijevo (traghetto)
Il Kijevo è un traghetto appartenente alla compagnia di navigazione croata Jadrolinija.

## Servizio
Varato nel 1997 nel cantiere navale Brodogradilište Kraljevica d.o.o. di Kraljevica e consegnato nello stesso anno alla Jadrolinija, prende servizio nei collegamenti tra Biograd na Moru e Tkon.
Nel giugno del 2012 viene trasferito sulla Makarska-Sumartin. Successivamente torna in servizio sulla Biograd na Moru-Tkon, dove opera tutt'oggi.

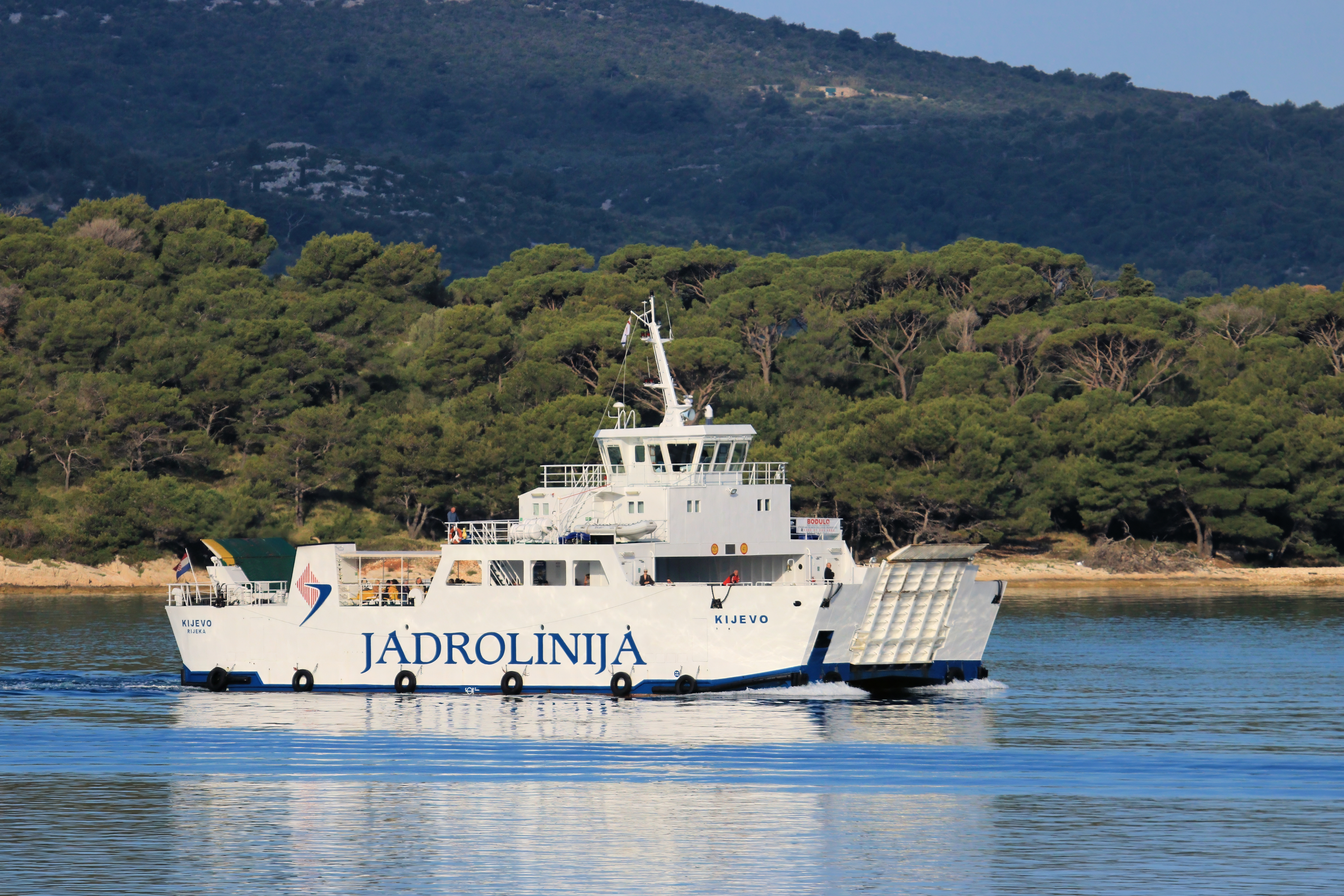
Il Kijevo in arrivo a Biograd na Moru nel 2019.

Il 10 marzo 2024, durante la sosta a Biograd na Moru, scoppia un incendio a bordo del traghetto , prontamente domato dall'equipaggio.

## Navi gemelle
- Laslovo
- Ston